# Наньфэнь
Наньфэ́нь (кит. упр. 南芬, пиньинь Nánfēn) — район городского подчинения городского округа Бэньси провинции Ляонин (КНР).

## История
Во времена империи Цин один из имперских сановников перенёс в эти места кладбище своих предков, и поэтому они получили название Наньфэнь (南坟, «южные могилы»). В 1942 году название было изменено с 南坟 на омонимичное 南芬 («южное благоухание»).
В 1948 году в этих местах был образован Пригородный район Наньфэнь (立南芬郊区). В 1956 году они были переведены из-под юрисдикции города в состав уезда Бэньси, и район был ликвидирован. В 1959 году они вошли в состав нового городского района Нюсиньтай (牛心台区), который в 1966 году был переименован сначала в Цайтунь (彩屯区), а затем в Лисинь (立新区). В 1984 году район Лисинь был разделён на районы Миншань и Наньфэнь.

## Административное деление
Район Наньфэнь делится на 3 уличных комитета, 1 посёлок и 1 национальную волость.

## Соседние административные единицы
Район Наньфэнь граничит со следующими административными единицами:
- Район Пиншань(на северо-западе)
- Район Миншань(на севере)
- Бэньси-Маньчжурский автономный уезд (на востоке и юге)
- Городской округ Ляоян (на западе)